# Distrito de Bushenyi
Bushenyi es un distrito localizado en Uganda occidental. Como otros distritos de Uganda, se nombra igual que de su ciudad capital, ciudad de Bushenyi. Los productos agrícolas importantes del distrcto incluyen el café, plátanos y los productos lácteos. En 2014, el distrito tenía una población de 234 440 personas.
El distrito de Bushenyi era parte del reino tradicional de Ankole.